# Dagestans riksvapen

Dagestans statsvapen

Dagestans flagga antogs den 20 october 1994.Dagestans första antogs den 1860.

## Bildgalleri

Dagestans oblast år 1860 .
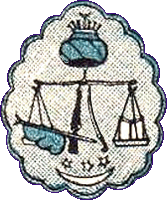
Norra Kaukasiska Emirate år 1919.
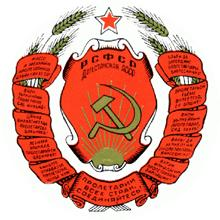
Dagestanska SSR år 1921.